# Key Tower
Key Tower är en 57 våningar hög skyskrapa i Cleveland, Ohio. Byggnaden är med sina 289 m den högsta i Cleveland, och den 23:e högsta i USA. Byggnaden används som kontor och färdigställdes 1992. Den är byggd i en postmodernistisk stil.